# Ene bene
Ene bene – czeska komedia z 2000 roku w reżyserii Alice Nellis, będący jej pełnometrażowym debiutem fabularnym.

## Fabuła
Film przedstawia atmosferę małego czeskiego miasteczka w okresie wyborów uzupełniających na mało znaczące stanowisko polityczne. Rzecz dzieje się w okolicach Mlade Boleslavi. Janička Zachová przyjeżdża z Pragi, gdzie na co dzień studiuje, do rodziców – Jandy i Heleny. Ojciec jest starszym profesorem po wylewie i częściowo symuluje nieudolność, aby zyskać opiekę i litość żony, która preferuje jednego z lokalnych polityków w organizowanych wyborach. Film ukazuje proces przygotowania sali do głosowania i przebieg wyborów budzących nikłe zainteresowanie lokalnej społeczności, na tle drobnych problemów członków komisji, przede wszystkim Heleny i Janički Zachovych, Jiřinki i Jarmily (młodych kobiet poszukujących miłości) oraz Pavla Kittnara (miejscowego Don Juana). Głosowanie i liczenie głosów kończy się libacją alkoholową, w trakcie której Janička drze ważne karty z głosami, zamiast nieważnych.
Film porusza kwestie małego zainteresowania problematyką wyborczą społeczeństwa po transformacji ustrojowej, które jeszcze niedawno nie miało możliwości uczestniczenia w wolnych wyborach, a także małego wpływu jednostki na los państwa demokratycznego. Akt wyborczy przedstawiono natomiast, jako okazję do integracji zwykłych ludzi, snucia wspomnień, plotkowania i zabawy.